# Nevenka Filipović
Nevenka Filipović (Trogir, 27. siječnja 1932. – Zagreb, 14. listopada 2007.) je bila hrvatska lutkarica, kazališna i filmska glumica.

## Životopis
Zapamćena kao jedna od najvještijih animatorica i najsnažnijih scenskih pojava.
Nastupila je u više od 300 različitih predstava, posudila glas brojnim crtanim likovima, glumila u filmovima i TV-serijama, ali njezina je glavna ljubav ostala lutka. Nezaboravne uloge ostvarila je u predstavama "Čarobnjak iz Oza", "Minji", "Uskočkoj kapi", "Šumi Striborovoj", "Ružnom pačetu", "Loptici hopsici" i drugima. U svojoj dugoj i bogatoj karijeri dočarala je široku paletu likova koji će malim gledateljima dugo ostati u sjećanju.
Uz ine dobitnica je Nagrade hrvatskog glumišta za ulogu Bake Mokoš u ZKL-ovoj predstavi "Neva Nevičica" u režiji Georgija Para.

## Filmografija

### Filmske uloge
- "Ana i Eva" (1970.)
- "Dani od snova" (1980.)
- "Čarobnjakov šešir" kao Mi (1990.)

### Sinkronizacija
- glas pčelice Maje[1]
- glas Astra u crtiću "Astro i Oskar Bajs"
- glas "Slonića Tonića"
- glas Bubimirove majke u crtiću "Bubimir"
- glas zmije u crtiću "Pustolovine šumske družine"
- glas vještice u crtiću "Dr.Argus"
- glas vještice u crtiću "Gdje je Jura"...
- glas Orkovog rođaka Jurka u "He-Man i Gospodari svemira"
- glas ježića Mi u "Čarobnjakovom šeširu"

## Vanjske poveznice
- Nevenka Filipović u internetskoj bazi filmova IMDb-u (engl.)